# Leipsiceras valens
Leipsiceras valens is een zeeanemonensoort uit de familie Actiniidae.
Leipsiceras valens is voor het eerst wetenschappelijk beschreven door Carlgren in 1943.